# Berg (geslacht)

Familiewapen van Berg (Nederland, 1825)

Berg (ook: Von Berg) is een oorspronkelijk oud-adellijk Estlands en Lijflands geslacht, waarvan leden vanaf 1825 behoren tot de Nederlandse adel, sinds 1849 tot de Oostenrijkse adel, sinds 1856 tot de Finse adel en sinds 2013 tot de Belgische adel.

## Geschiedenis
De stamreeks begint met Otto von Berg, heer van Berghoff en Porsten en (door koop in 1536) Schadenhoff. In 1745 en 1747 werden leden opgenomen in de Estlandse respectievelijk Lijflandse ridderschap. In 1849 werd nageslacht opgenomen in de Oostenrijkse gravenstand, in 1856 in die van Finland.
Een nazaat van de stamvader, Ernst Johann (von) Berg (1610-1693), was officier in Zweedse dienst en kwam in 1674 naar de Nederlanden. Bij KB van 9 mei 1825 werd diens nazaat (jhr.) mr. Otto Willem Johan Berg postuum [hij was 5 februari 1825 overleden] ingelijfd in de Nederlandse adel waardoor hij en zijn nageslacht tot de Nederlandse adel gingen behoren met het predicaat van jonkheer/jonkvrouw.
Een andere nazaat van de stamvader, Friedrich von Berg (1845-1938), werd door adoptie in de Finse gravenstand opgenomen in 1856 en zelf in 1857 ingeschreven in de Finse ridderschap. Diens kleinzoon Alexander (1907-1969) werd geboren in Helsinki, maar trouwde in Huy met een Belgische en overleed te Brussel. Drie kleinkinderen van Alexander, kinderen van Eric graaf Berg (1947-2014): Nathalie (1971), Alexandre (1972) en Frédéric (1975), werden bij Koninklijk besluit van 4 april 2013 erkend te behoren tot de Belgische adel, met de titels van graaf en gravin, in mannelijke lijn overgaande op alle afstammelingen.